# Lessertia distans
Lessertia distans är en ärtväxtart som beskrevs av Burtt Davy. Lessertia distans ingår i släktet Lessertia och familjen ärtväxter. Inga underarter finns listade i Catalogue of Life.